# Phoneyusa manicata
Phoneyusa manicata é uma espécie de aranha pertencente à família Theraphosidae (tarântulas).